# الرملية (سيدي علي)
الرملية هي إحدى مشيخات المملكة المغربية، تتبع جغرافيا لإقليم الرشيدية وإداريًا لسيدي علي. يقدر عدد سكانها بـ 14 نسمة حسب الإحصاء الرسمي للسكان والسكنى لسنة 2004.